# Marcin Gaczkowski
Marcin Gaczkowski – polski literaturoznawca,  tłumacz literatury z języka ukraińskiego i rosyjskiego, historyk, nauczyciel akademicki. Doktor nauk humanistycznych. Autor tłumaczeń powieści i tomów poezji.

## Przekłady
Z języka ukraińskiego
- Walerian Pidmohylny, Miasto, Kolegium Europy Wschodniej, Wrocław-Wojnowice 2024[1],
- Dmytro Łazutkin, Ocean Indyjski, Pogranicze, Sejny 2024[2],
- Olha Hładun, Lija Bezsonowa, Rokas Sutkaitis, Kolektyw U, N, A., Znak, Karakter, Kraków 2022 (razem z Katarzyną Kotyńską)[3],
- Tamara Duda, Córeczka, Kolegium Europy Wschodniej, Wrocław-Wojnowice 2022[4],
- Myrosław Łajuk, Metrofobia, Kolegium Europy Wschodniej, Wrocław-Wojnowice 2020[5],
- Petro Jacenko, Magnetyzm, Warstwy, Wrocław 2020[6],
- Wasyl Stus, Wesoły cmentarz. Wiersze wybrane z lat 1959–1971, Kolegium Europy Wschodniej, Wrocław-Wojnowice 2020[7],
- Tania Malarczuk, Zapomnienie, Warstwy, Wrocław 2019[8],
- Jurij Zawadski, Wolny człowiek jeszcze się nie urodził, Wydawnictwo Forma, Szczecin 2019[9].

Z języka rosyjskiego
- Stanisław Asiejew, Świetlana Droga. Obóz koncentracyjny w Doniecku, Kolegium Europy Wschodniej, Wrocław-Wojnowice 2022[10],
- Wołodymyr Rafiejenko, Najdłuższe czasy. Ballada miejska, Kolegium Europy Wschodniej, Wrocław-Wojnowice 2020 (razem z Anną Ursulenko)[11],
- Dmitrij Kryłow, To ja, pingwin, Grupa Cogito, Warszawa 2019[12],
- Władimir Mirzojew, To ja, delfin, Grupa Cogito, Warszawa 2019[12],

## Pozostała działalność
Jest współtwórcą portalu translatorskiego Rozstaje i autorem manifestu tworzącej portal grupy.
Przekłady, recenzje i teksty publicystyczne publikował w czasopismach „Czas Literatury”, „eleWator”, „Fabularie”, „Helikopter”, „Nowa Europa Wschodnia”, „Polityka” i innych.
Redaktor książki Ukraїna: narracje, języki, historie (Trickster, Wrocław 2015). Autor i redaktor szeregu prac naukowych.
W 2019 roku obronił pracę doktorską Między Wielką Ukrainą, Halickim Piemontem a Polską. Koncepcje ukraińskości w publicystyce i twórczości literackiej Osypa Nazaruka (1883–1940) pod kierunkiem dra hab. prof. UWr Grzegorza Piotra Hryciuka.
Jako tłumacz i moderator współpracował między innymi z polską edycją Miesiąca Spotkań Autorskich, Festiwalem Góry Literatury oraz Festiwalem Folkowisko.